# Girls! Girls! Girls! (album Elvis Presley)
Girls! Girls! Girls! è il 12° album in studio di Elvis Presley, pubblicato nel 1962 negli Stati Uniti, contenente la colonna sonora del film Cento ragazze e un marinaio, da lui interpretato.

## Produzione
Le sedute di registrazione si tennero agli studi Radio Recorders di Hollywood il 23, 26, 27, 28 marzo e il 23 maggio 1962.
Quando le vendite delle colonne sonore dei film di Elvis iniziarono a surclassare quelle degli album regolari (Blue Hawaii stracciò completamente Pot Luck with Elvis) in termini commerciali, Presley si ritrovò intrappolato in un meccanismo perverso che lo costringeva a incidere una dietro l'altra canzonette adatte all'intrattenimento per famiglie. A causa del successo riscosso, almeno nella prima metà degli anni sessanta, la formula della colonna sonora che usciva in contemporanea con il film al cinema divenne centrale.
I brani Return to Sender e Where Do You Come From furono fatti uscire come singolo nell'ottobre 1962, un mese prima della pubblicazione dell'album. Return to Sender si rivelò un sostanzioso successo per Presley, raggiungendo il secondo posto della classifica Billboard Hot 100 negli Stati Uniti.
Nel 2007, l'etichetta danese Follow That Dream Records, una sussidiaria della RCA/BMG che pubblica CD e libri per i collezionisti di Elvis Presley, ha pubblicato una versione espansa dell'album, includendovi versioni alternative e brani incisi all'epoca ma non inclusi nel dico ufficiale.

## Accoglienza
Il disco raggiunse la posizione numero 3 nella classifica Top Pop Albums negli Stati Uniti.

## Tracce

### Lato 1
| Traccia | Registrazione | N° Catal. | Data    | Pos. Clas. | Titolo                        | Autore                                 | Durata |
| ------- | ------------- | --------- | ------- | ---------- | ----------------------------- | -------------------------------------- | ------ |
| 1.      | 3/27/62       |           |         |            | Girls! Girls! Girls!          | Jerry Leiber e Mike Stoller            | 2:34   |
| 2.      | 3/28/62       |           |         |            | I Don't Wanna Be Tied         | Bill Giant, Bernie Baum, Florence Kaye | 2:08   |
| 3.      | 3/27/62       | 47-8100b  | 10/2/62 | numero 99  | Where Do You Come From        | Ruth Bachelor e Bob Roberts            | 2:08   |
| 4.      | 3/26/62       |           |         |            | I Don't Want To               | Janice Torre e Fred Spielman           | 2:42   |
| 5.      | 3/28/62       |           |         |            | We'll Be Together             | Charles O'Curran e Dudley Brooks       | 2:17   |
| 6.      | 3/27/62       |           |         |            | A Boy Like Me A Girl Like You | Sid Tepper e Roy C. Bennett            | 2:20   |
| 7.      | 3/28/62       |           |         |            | Earth Boy                     | Sid Tepper e Roy C. Bennett            | 2:24   |

### Lato 2
| Traccia | Registrazione | N° Catal. | Data    | Pos. Clas. | Titolo                    | Autore                                 | Durata |
| ------- | ------------- | --------- | ------- | ---------- | ------------------------- | -------------------------------------- | ------ |
| 1.      | 3/27/62       | 47-8100   | 10/2/62 | numero 2   | Return to Sender          | Otis Blackwell e Winfield Scott        | 2:09   |
| 2.      | 3/27/62       |           |         |            | Because of Love           | Ruth Bachelor e Bob Roberts            | 2:34   |
| 3.      | 3/26/62       |           |         |            | Thanks to the Rolling Sea | Bill Giant, Bernie Baum, Florence Kaye | 1:31   |
| 4.      | 3/27/62       |           |         |            | Song of the Shrimp        | Sid Tepper e Roy C. Bennett            | 2:21   |
| 5.      | 3/27/62       |           |         |            | The Walls Have Ears       | Sid Tepper e Roy C. Bennett            | 2:32   |
| 6.      | 3/26/62       |           |         |            | We're Comin' In Loaded    | Otis Blackwell e Winfield Scott        | 1:24   |

### Riedizione in CD del 2007
1. Girls! Girls! Girls! - 2:34
2. I Don't Wanna Be Tied - 2:08
3. Where Do You Come From - 2:08
4. I Don't Want To - 2:42
5. We'll Be Together - 2:17
6. A Boy Like Me, A Girl Like You - 2:20
7. Earth Boy - 2:24
8. Return To Sender - 2:09
9. Because Of Love - 2:34
10. Thanks To The Rolling Sea - 1:31
11. Song Of The Shrimp - 2:21
12. The Walls Have Ears - 2:32
13. We're Coming In Loaded - 1:24
14. Mama - 1:00
15. Plantation Rock (cut from film) - 1:57
16. Dainty Little Moonbeams / Girls! Girls! Girls! - 1:57
17. A Boy Like Me, A Girl Like You (Takes1, 2) - 4:50
18. Mama (Takes 1,2,3,4) - 3:21
19. Thanks To The Rolling Sea (Take 3) - 1:36
20. Where Do You Come From (Take 13) - 2:09
21. Earth Boy (Movie Version Takes 2,4) - 3:31
22. We'll Be Together (Takes 8,10) - 3:36
23. Mama (Takes 5,6,7,8) - 4:04
24. I Don't Wanna Be Tied (Movie Version Take 10 Intro & Take 8) - 2:26
25. A Boy Like Me, A Girl Like You (Takes 3,4) - 3:37
26. Thanks To The Rolling Sea (Take 10) - 1:26
27. Plantation Rock (Take 17 & Insert) - 2:30
28. Mama (Take 9) - 1:20
29. Mama (The Amigos version, take 10) - 2:19
30. Mama (Instrumental, take 3) - 0:44
31. Mama (1970 Let's Be Friends album version) - 2:20

## Musicisti
- Elvis Presley - voce
- The Jordanaires - voce
- The Amigos - cori in We'll Be Together
- Boots Randolph - sassofono, clarinetto
- Scotty Moore, Tiny Timbrell, Barney Kessel - chitarra elettrica
- Robert Bain, Alton Hendrickson - chitarra in We'll Be Together
- Dudley Brooks - pianoforte
- Harold Brown - organo in Thanks to the Rolling Sea
- Ray Seigel - basso
- D. J. Fontana, Hal Blaine, Bernie Mattinson - batteria